# Tornos kimballi
Tornos kimballi là một loài bướm đêm trong họ Geometridae.